# ヨハン・フィリップ・ライス

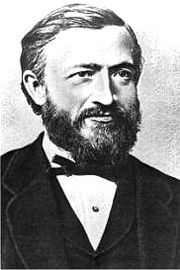
ヨハン・フィリップ・ライス

ヨハン・フィリップ・ライス(Johann Philipp Reis、1834年1月7日 – 1874年1月14日)は、独学で科学者・発明家となったドイツ人である。1861年、今日ではライス式電話と呼ばれる最初期の電話を作り上げ、この装置を最初にテレフォンと名付けた人物である。ローラースケートとインラインスケートも発明したが、既にそれらは発明されていた。

## 若年期と教育
フィリップ・ライスは、ドイツ連邦ゲルンハウゼンで、パン職人のカール・シグムンド・ライスと母のMarie Katharine (Glöckner) の子として生まれた。彼の父はEvangelical churchに所属していた。母は彼が幼い頃に亡くなり、父方の博識で知性的な祖母に育てられた。6歳でライスは地元のゲルンハウゼンの公立学校に行かされた。ここで彼の才能が教師の目に留まり、高等学校で教育を受けた方が良いと父親に助言した。その父親とも10歳の頃に死別した。祖母と後見人はフリードリヒスドルフにあるガルニエ大学にライスを送ると、ライスは言語に興味を示し英語とフランス語を習得し、また図書館からは多くの雑学を獲得した。
14歳の終わりごろ、フランクフルト・アム・マインのハッセル大学に受け入れられ、ラテン語とイタリア語を習得した。科学の情熱も明らかになり、彼の保護者はカールスルーエ工科大学に彼を送ることを勧められた。彼の叔父は彼が商人になることを願い、彼の意思に反し1850年3月1日にフランクフルトのJ. F. Beyerbachの下で塗料商人としての修業を始めさせた。彼は叔父に「ビジネスは学ぶけど、可能な限り学業も優先したい」と語った。

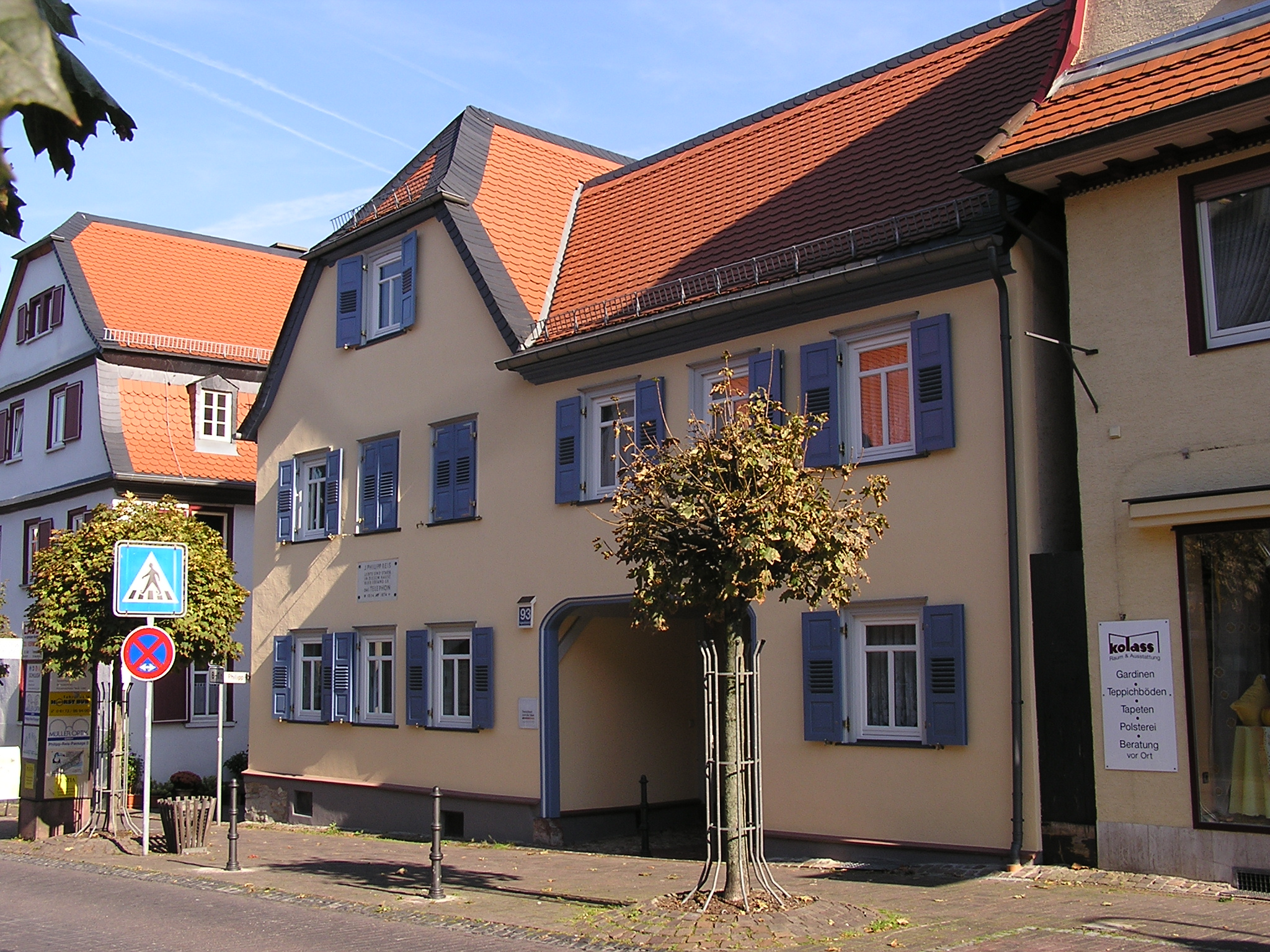
フリードリヒスドルフのライスの家、現在は市立フィリップ・ライス・ハウス博物館

勤勉な仕事ぶりでBeyerbachの信用を得て、余暇は商業学校の機械工学教授 R. Bottgerの講義への出席と、数学と物理学の個人授業に専念し自己研鑽に励んだ。内弟子期間を終了するとフランクフルトのDr. Poppeの研究所に参加した。研究生達は地理も歴史も教わっていなかったため、何人かがお互いに学習して教え合う事にした。ライスは地理を請け負い、教えていく中で自分の天職が見つかったと確信した。この時期、彼はフランクフルトの物理学会のメンバーにもなった。
1855年、ライスはカッセルで兵役を終え、その後フランクフルトに戻り、自習と公開講座で数学と科学の教師としての資格を得た。彼の意向ではハイデルベルク大学での訓練を修了するつもりであったが、1858年の春に、ガルニエ大学での職を提案した古い友人で師でもあるHofrath Garnierのもとを訪ねた。
1859年9月14日にライスは仕立て職人の娘マルガレッタ・シュミットと結婚し、フリードリヒスドルフに引っ越してすぐにフランス語、物理学、数学、化学の教師としての新しいキャリアを開始した。家も購入し、余暇は電気工学と機械工学の勉強に費やした。ローラースケートや手動で制御する三輪車、自動車の初期型を開発した。1861年2月14日に娘のエリス、2年後に息子のカールが生まれた。

## 電話の開発

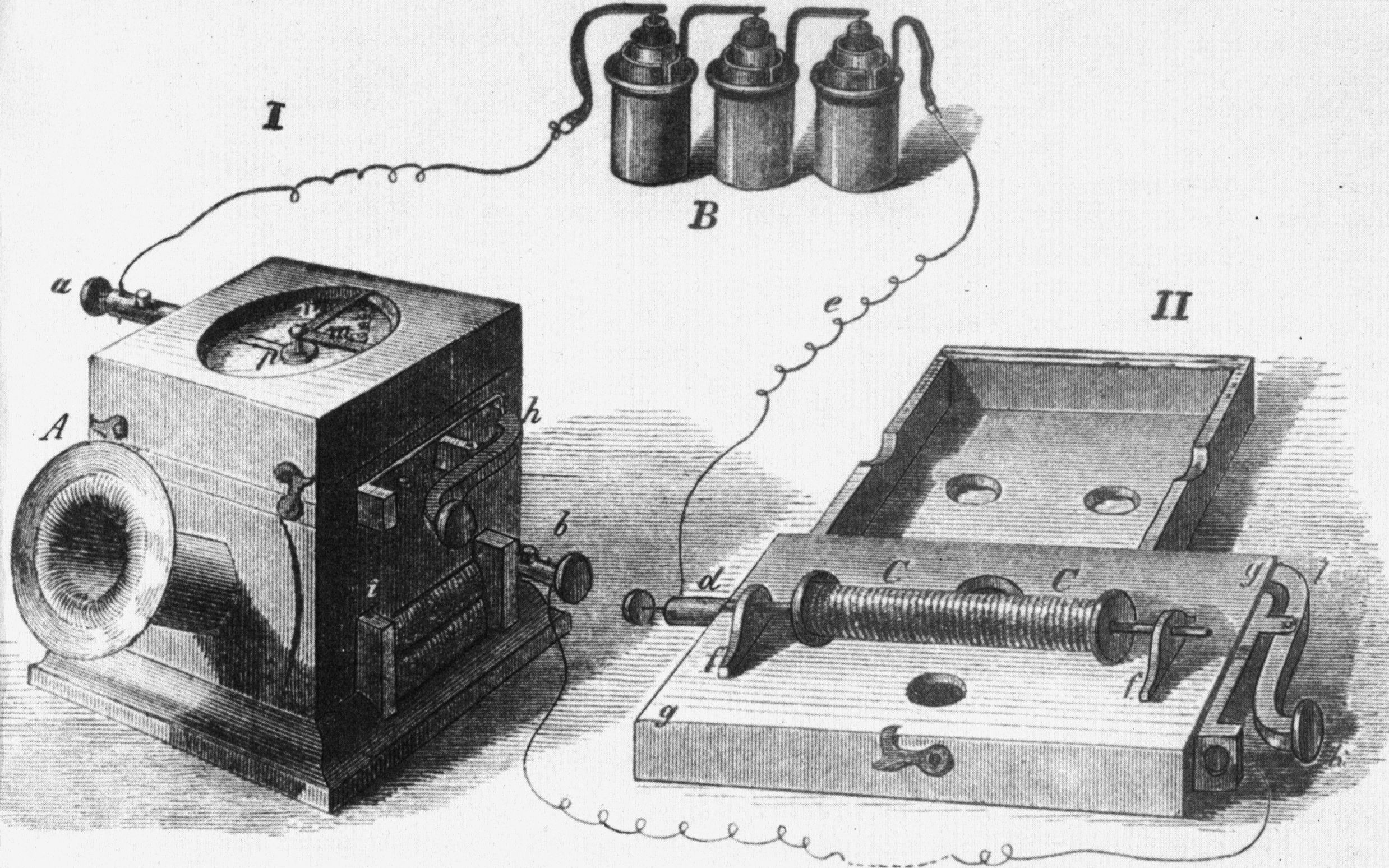
ライスの電話

ライスが想像した電気は、光がそうであるように物質導体の助けなしに、空間を通って伝わる物だった。ライスはその課題についていくつかの実験を行った。1859年、その結果は論文「電気の輻射について」に記載され、当時有名だったアナーレン・デア・フィジーク誌に掲載してもらうため、物理学者のヨハン ・ クリスチャン・ポッゲンドルフ教授に郵送された。原稿は却下され、傷つきやすい若い教師を大いに失望させた。
ライスは、後にグラハム・ベルがするように耳の器官を研究していた。電気を使って音を伝える装置のアイデアは、何年も頭の片隅にあった。物理学の教えに鼓舞されて問題に取り組み、それは成功につながった。1860年に、彼は100メートルの距離をカバーすることができる電話の最初のプロトタイプを構築した。1862年に、彼はそれを「テレフォン」と呼び、その記事で再びポッゲンドルフ教授に関心を持ってもらおうとした。しかし、学識のある教授には、電気で声を伝えるということは妄想にみえたようで却下された。ライスはこの結果を「私が貧しい教師に過ぎないせいだろう」と苦々しく受け止めた。

### 評価の見直し１
1861年10月、フランクフルトの物理学会で、初めて公にプロトタイプを公開した。彼のプレゼンテーションのタイトルは「ガルバニック電流の仲介による任意の距離での音の再現について」であった。その後、学会の年次報告書1860年から1861年に、ライスの科学技術レポートが掲載された。1862年、フランクフルトにある王立プロイセン電信兵団、第八インスペクター長ヴィルヘルム・フォン・レガートが装置の実演をみてから注目し、科学雑誌に記事を掲載した。しかし、科学的な名声の無い出版物であったため評判は芳しくなかった。
1863年9月6日、フランクフルトのゲーテハウスでのオーストリア皇帝フランツ・ヨーゼフ1世を前にしたデモンストレーションでライスの電話から音楽が流された。このイベントによって、電話の評価が再評価されることとなった。これらの成果に励まされ、大幅な改造を行い科学実証機を大量生産し世界的に8-12ターラーで販売し、世界的に名前は知られることとなったが失敗した。

### 評価の見直し２
ライスは世界的な名声を得たが、作成した電話には多くの欠点があったことから、すぐに名声は失われることとなった。1867年に辞任したが、彼を名誉会員として選出したフランクフルトの自由ドイツ研究所も、この器具を単なる「哲学的なおもちゃ」として無視した。彼自身は、この発明がいつか世界的に普及することを確信していた。1854年、以前断られたポッゲンドルフ教授に「アナーレン・デア・フィジーク」に掲載するから資料と装置を送って欲しいと依頼された際に、「ありがとう、教授。ですが、それは遅すぎます。今、私は発送したくありません。私の装置はアナーレンで説明せずとも知られるようになると思う。」と返信している。しかし、この時すでに彼は結核にかかっていた。

## 晩年

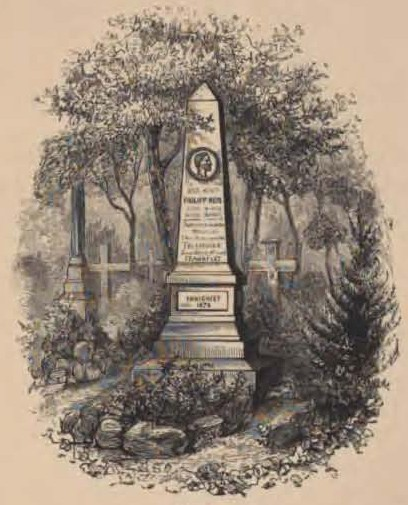
フリードリヒスドルフのライスの墓 、Silvanus Thompson (1883)のPhilipp Reis: Inventor of the Telephone から

さらに電話を改良しようとしていたが、病魔は長く苦しい闘病生活を強いた。仕事は気力でこなしていたが、徐々に声や体力が失われていった。1873年12月に長く痛みを伴う病気を発症し寝たきりの状態となってしまった。1874年1月14日の午後、世界で初めて電話を発明した偉大な発明家は結核からの合併症によって40歳で息を引きとった。
彼は、フリードリヒスドルフに埋葬された。彼の履歴書にはこう書かれている。
1878年、電話が商業化された年、フランクフルト物理学会のメンバーは、墓の上にメダリオンの肖像画を持つ赤い砂岩のオベリスクを建てた。

## 評価

### 19世紀の評価
- 世界で最も権威のある科学ジャーナルネイチャーは、1878年にライスフォンの発明の段階と構造を説明した[14][15]。
- 1883年には、イギリスの物理学者シルバヌス・P・トンプソンが書き記した伝記「Philipp Reis: Inventor of the Telephone」が発刊された。

### 博物館
- ライスが住んでいたフリードリヒスドルフの家は、彼の資料が展示された市営のフィリップ・ライス・ハウス博物館となっている。
- ドイツ博物館の電気通信部門には胸像が設置されている。
- ベルリンのコミュニケーション博物館には、最初のライスフォンが展示されている。

### 名祖
ヨハン・フィリップ・ライスの名が名祖となったもの一覧
- 1952年から、郵便大臣が電気通信の分野で模範的なサービスを行っている個人を讃える賞：フィリップ・ライス賞（ドイツ語版）
- ドイツ電気工学電気通信協会から、通信技術分野での貢献が顕著であった人物に対して2年ごとに授与される：フィリップ・ライス賞
- フィリップ・ライス・ハウス（前述の博物館参照）
- フィリップ・ライス学校：フリードリヒスドルフの中等教育学校・総合学校
- Philipp-Reis-Passage：フリードリヒスドルフの道路
- Philipp-Reis-Straßen：カールスルーエの道路

### ギャラリー

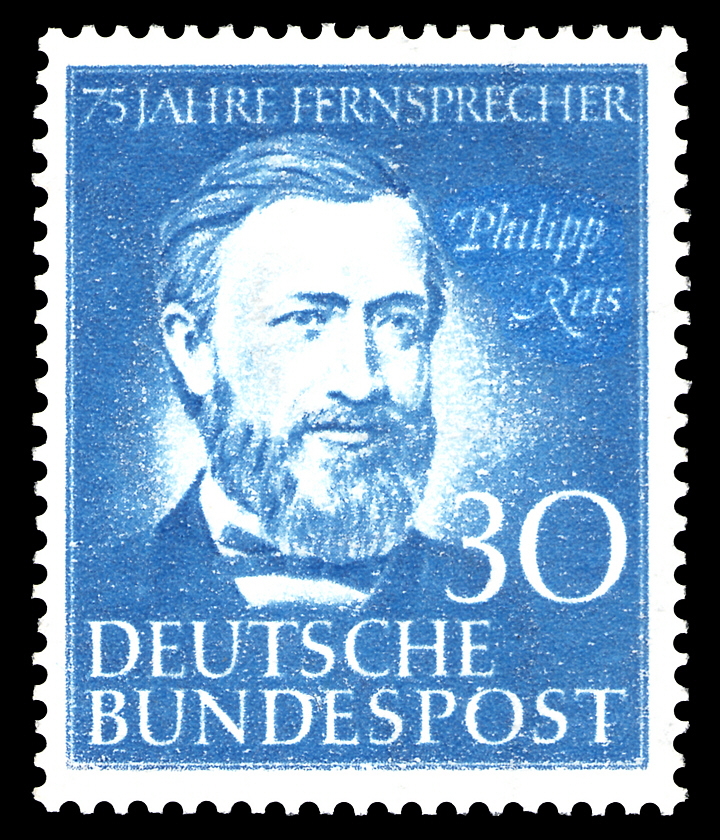
1952年の切手：（ドイツの）電話75年記念